# Brenda Song
Brenda Song (n. 27 martie 1988, Carmichael⁠(d), Sacramento County⁠(d), California, SUA) este o actriță, model și o purtătoare de cuvânt americană. Song a început în show-business ca un model de modă pentru copii. Aparițiile sale timpurii în televiziune au inclus roluri în emisiunile de televiziune Fudge (1995) și 100 de fapte pentru Eddie McDowd (1999). După multe reclame și roluri de televiziune la sfârșitul anilor 1990, Song a câștigat un premiu Young Artist pentru interpretarea ei în The Ultimate Christmas Present (2000). În 2002, Song a semnat un contract cu Disney Channel și a jucat în Disney Channel Original Movie 2002 Get a Clue și apoi a făcut contribuții semnificative la canal, inclusiv Stuck in Suburbs (2004) și multe alte producții. În 2005, Song a început să joace rolul principal de sex feminin al lui London Tipton în "The Suite Life of Zack & Cody" și "The Suite Life on Deck". Personajul este remarcat ca unul dintre cele mai lungi caractere ale Disney.

## Filmografie

### Filme
| An   | Titlu                                       | Rol                   | Note             |
| ---- | ------------------------------------------- | --------------------- | ---------------- |
| 1995 | Requiem                                     | Young Fong            |                  |
| 1996 | Moș Crăciun cu mușchi                       | Susan                 |                  |
| 1997 | Leave It to Beaver                          | Susan Acustis         |                  |
| 1999 | The White Fox                               | Sandy                 | Film scurt       |
| 2002 | Bascheții fermecați                         | Reg Stevens           |                  |
| 2004 | Costume Party Capers: The Incredibles       | Alex                  | Voce             |
| 2006 | Wendy Wu: Războinica Miss Boboc             | Wendy Wu              | Și co-producător |
| 2006 | Holidaze - Crăciunul care aproape n-a venit | Treat                 | Voce             |
| 2008 | Călătorie cu peripeții                      | Nancy                 |                  |
| 2009 | Boogie Town                                 | Natalie               |                  |
| 2010 | Rețeaua de socializare                      | Christy Lee           |                  |
| 2010 | Little Sister                               | Storyteller           |                  |
| 2011 | Locomotiva albastră                         | Shiny Passenger Train |                  |
| 2011 | Clopotica Jocurile din Valea Inelelor       | Chloe                 | Voce             |
| 2012 | First Kiss                                  | Samantha              | Film scurt       |

### Televiziune
| An        | Titlu                                                | Rol                     | Note |
| --------- | ---------------------------------------------------- | ----------------------- | --- |
| 1994–95   | Thunder Alley                                        | Kathy                   | "Speak No Evil" (Sezonul 2, Episodul 2) "Buzz Off, Buzzard Boy" (Sezonul 2, Episodul 18)                                  |
| 1995      | Fudge                                                | Jennie                  | rol principal (Sezonul 1)                                                                                                 |
| 1999      | Niciodată nu e prea târziu!                          | Chrissy                 | "There Be Dragons" (Sezonul 1, Episodul 5)                                                                                |
| 1999      | MAD                                                  | Trick-or-Treater        | "Halloween Special Edition" (Sezonul 5, Episodul 6)                                                                       |
| 1999      | Popular                                              | Mandy Shepherd          | "Fall on Your Knees" (Sezonul 1, Episodul 10)                                                                             |
| 2000–02   | 100 de Fapte Pentru Eddie McDowd                     | Sariffa Chung           | Rol secundar |
| 2000      | Al 7-lea cer                                         | Cynthia                 | "Dragostea miroase urât-partea 1" (Sezonul 4, Episodul 21) "Dragostea miroase urăt-partea a 2-a" (Sezonul 4, Episodul 22) |
| 2000      | The Brothers García                                  | Jenny                   | "Love Me Tender" (Sezonul 1, Episodul 2)                                                                                  |
| 2000      | Cadoul de Crăciun                                    | Samantha Kwan           | Film de televiziune |
| 2001      | Bette                                                | Stacey                  | "The Invisible Mom" (Sezonul 1, Episodul 14)                                                                              |
| 2001      | Spitalul de urgență                                  | Lynda An                | "Fear of Commitment" (Sezonul 7, Episodul 20)                                                                             |
| 2001      | Judging Amy                                          | Vanessa Pran            | "Darkness for Light" (Sezonul 3, Episodul 3)                                                                              |
| 2002      | The Bernie Mac Show                                  | Shannon                 | "The King and I" (Sezonul 1, Episodul 11)                                                                                 |
| 2002      | The Nightmare Room                                   | Tessa                   | "Dear Diary, I'm Dead" (Sezonul 1, Episodul 10)                                                                           |
| 2002      | George Lopez                                         | Jennifer                | "Token of Unappreciation" (Sezonul 2, Episodul 2)                                                                         |
| 2002      | Un caz de milioane                                   | Jennifer                | Film de televiziune |
| 2002      | For the People                                       | Ellie                   | "The Double Standard" (Sezonul 1, Episodul 7)                                                                             |
| 2003      | That's So Raven                                      | Amber                   | "Un nume de câine" (Sezonul 1, Episodul 14)                                                                               |
| 2003      | Lilo și Stitch: Serialul                             | Mitzi Suzuki            | Voce; 2 episoade |
| 2003      | One on One                                           | Asanti                  | "Keeping It" (Sezonul 3, Episodul 8)                                                                                      |
| 2004–05   | Phil of the Future                                   | Tia                     | Rol recurent (Sezonul 1)                                                                                                  |
| 2004      | Costume Party Capers: The Incredibles                | Alex                    | Voce; Film de televiziune                                                                                                 |
| 2004      | Idolul fetelor                                       | Natasha Kwon-Schwartz   | Film de televiziune |
| 2005–08   | Zack și Cody, ce viață minunată                      | London Tipton           | Rol principal |
| 2006      | Wendy Wu: Războinica Miss Boboc                      | Wendy Wu                | Film Original Disney Channel; tot odată co-producător                                                                     |
| 2006      | Dragonul American: Jake Long                         | Tracey                  | Voce; "Jumătate Copt" (Sezonul 2, Episodul 1)                                                                             |
| 2006–08   | Disney Channel Games                                 | Ea însăși               | Special de televiziune; 3 ediții                                                                                          |
| 2007      | Noua școală a împăratului                            | Regina Dansului         | Voce; "The Emperor's New Tuber/Room for Improvement" (Sezonul 2, Episodul 1)                                              |
| 2007–10   | Pass the Plate                                       | Ea însăși (Gazda)       | Sezonul 1 |
| 2008      | Macy's Presents Little Spirit: Christmas in New York | Paige                   | Film de televiziune |
| 2008      | Un transport special                                 | Alice Cantwell          | Film de televiziune |
| 2008–11   | O viață minunată pe punte                            | London Tipton           | Rol principal |
| 2009      | Phineas și Ferb                                      | Wendy                   | Voce; "Unfair Science Fair" (Sezonul 1, Episodul 46)                                                                      |
| 2009      | Magicienii din Waverly Place                         | London Tipton           | "Cast-Away (to Another Show)" (Sezonul 2, Episodul 25)                                                                    |
| 2009      | Hannah Montana                                       | London Tipton           | Episodul: "Super(stitious) Girl"                                                                                          |
| 2011      | O viață minunată pe punte: Filmul                    | London Tipton           | Film de televiziune |
| 2011      | Clopotica Jocurile din Valea Inelelor                | Chloe                   | Voce; Special de televiziune                                                                                              |
| 2012      | Key & Peele                                          | Purple Falcon           | "Power Falcons" (Sezonul 2, Episodul 9)                                                                                   |
| 2012–13   | Scandal                                              | Alissa                  | Rol recurent (Sezoanele 1–2)                                                                                              |
| 2013      | New Girl                                             | Daisy                   | Rol recurent (Sezonul 2)                                                                                                  |
| 2013–14   | Dads                                                 | Veronica                | Rol principal |
| 2014      | Robot Chicken                                        | Anne                    | Voce; "The Hobbit: There and Bennigan's" (Sezonul 7, Episodul 18)                                                         |
| 2014      | The League                                           | Rosette                 | "The Hot Tub" (Sezonul 6, Episodul 5)                                                                                     |
| 2015      | Miles în Spațiu                                      | Frida                   | Voce; Rol recurent (Sezonul 1)                                                                                            |
| 2015      | Life in Pieces                                       | Bonnie                  | "Bite Flight Wing-Man Bonnie" (Sezonul 1, Episodul 12)                                                                    |
| 2015      | Take It from Us                                      | Caitlin                 | Film de televiziune |
| 2016–2017 | Pure Genius                                          | Angie Cheng             | Rol principal |
| 2016      | Orașul monștrii                                      | Kristen                 | 2 episoade |
| 2019      | Obsesie secretă                                      | Jennifer Allen Williams | Rol principal |
| 2019-2022 | Amphibia                                             | Anne Boonchuy           | Rol principal |